# 2020 추석특집 아이돌스타 선수권대회
《2020 추석특집 아이돌스타 선수권대회》은 추석을 맞이하여 2020년 10월 1일과 10월 2일에 방송된 MBC TV의 예능 프로그램이다.
- 2020 추석특집 아이돌 e스포츠 선수권대회
- 2020 추석특집 아이돌 멍멍 선수권대회